# Sociedad de Artistas Ibéricos
La Sociedad de Artistas Ibéricos fue una asociación creada a finales de 1924 en Madrid, con el objetivo de «incorporar el arte español a las vanguardias». Activa hasta 1936, en sus doce años de gestión cultural, emitió varios manifiestos, promovió diversas revistas de arte y organizó exposiciones dentro y fuera de España, la última de ellas en París, con el nombre de «L'art espagnol contemporain» (febrero-abril de 1936) y la ya entonces imponente implicación de Pablo Picasso.
En su conjunto, la SAI fue respaldada por diversos intelectuales y críticos; entre los más participativos estuvieron Juan de la Encina, Eugenio d'Ors y Guillermo de Torre, aunque también podrían añadirse los nombres de José Bergamín, Manuel Abril, Antonio Marichalar, José Ortega y Gasset, Ernesto Giménez Caballero, Ramón Gómez de la Serna o Marjan Paszkiewicz.

## Historia
La Sociedad de artistas ibéricos se gestó en torno a la convocatoria de un certamen de arte tradicional, pero la ‘efervescencia cultural’ que en ese momento ‘bullía’ en la capital de España, hizo que la Exposición de Artistas Ibéricos de 1925 sirviera de plataforma para artistas cubistas y de la Nueva Objetividad. Fue inaugurada el 28 de mayo de 1925 en el Palacio de Exposiciones del Retiro de Madrid y concebida como renovación del arte y de la relación entre el artista y el público. En su primer Manifiesto –publicado en la revista Alfar en septiembre de 1924– se definía que “el horizonte de la actividad artística está por configurar. El único árbitro posible es un público informado”, y que con ella “empezaba lo que acababa de terminar”.
Con un planteamiento revolucionario en su época, la exposición organizada por la reunión de Artistas Ibéricos incluyó conferencias y el lanzamiento de revistas especializadas. A pesar del entusiasmo de D'Ors, una serie de enfrentamientos previos provocaron importantes ausencias de artistas catalanes en la primera muestra, si bien en enero de 1926 se organizó la exposición Arte catalán moderno. Todo ello ocurría bajo la dictadura de Miguel Primo de Rivera (1923-1931). Luego, ya con el respaldo de la Segunda República Española, seguiría la exposición de San Sebastián, en septiembre de 1931, y las quizá decisivas montadas fuera de España, en Copenhague (septiembre de 1932) y en Berlín (diciembre de 1932 y enero de 1933).

## Participantes
Quizá la mejor definición del alcance y los presupuestos artísticos de la reunión de artistas ibéricos en la exposición de 1925 sea la lista de los participantes, componiendo un «grupo estilísticamente no homogéneo»: Juan Adsuara, Alberto, Aurelio Arteta (realismo tradicional), Rafael Barradas (alma de la asociación), Luis Bagaría, Emiliano Barral, Luis Berdejo, Francisco Bores (Novencento italiano), Norah Borges, José Capuz Mamano, Pancho Cossío, Alfonso de Olivares (pintor de la Escuela de París y uno de los organizadores de la exposición), Salvador Dalí, Juan de Echevarría, Roberto Fernández Balbuena (Nueva Objetividad), Ángel Ferrant, José Frau Ruiz, Gabriel García Maroto, Enrique Garrán, Antonio de Guezala, José Gutiérrez Solana, Victorio Macho, José Moreno Villa, Benjamín Palencia, Joaquín Peinado, Santiago Pelegrín Martínez, Ernesto Pérez Orúe, Ramón Pichot, Nicanor Piñole, José Planes, Cristóbal Ruiz Pulido, Carlos Sáenz de Tejada, Francisco Santa Cruz, Julián Tellaeche, Quintín de la Torre, José María Ucelay, Jenaro Urrutia y los hermanos, Ramón y Valentín Zubiaurre. Como grandes ausentes, críticos posteriores mencionan los nombres de Daniel Vázquez Díaz o Joaquín Sunyer.
A esta importante y ya larga lista, habría que añadir una todavía más abultada incluyendo a los artistas que participaron o fueron integrados en las actividades de la SAI, entre los que cabría seleccionar quizás los de Pedro Flores, Manuel Ángeles Ortiz, Maruja Mallo, Genaro Lahuerta, Joaquín Torres García, Ismael González de la Serna. A estos nombres principales pueden añadirse los de: Rosario de Velasco, Pablo Zelaya Sierra, Manuela Ballester, Ángeles Santos Torroella, Carlos Ribera Sanchís, Fernando Arranz, José Caballero, entre otros muchos.